# Чинкве-Терре
44°07′37″ пн. ш. 9°42′34″ сх. д. / 44.12694° пн. ш. 9.70944° сх. д.
Чи́нкве-Те́рре (італ. Cinque Terre, ліг. Sinque Tere — «П'ять земель») — національний парк Італії, частина узбережжя на сході Лігурії в провінції Спеція, східна частина Рів'єри. У Чинкве-Терре входить п'ять невеликих сіл (міст) заснованих ще в Середньовіччі. 
До складу Чинкве-Терре входять Монтероссо-аль-Маре (або просто Монтероссо), Вернацца, Корнілья, Манарола і Ріомаджоре. Всередині поселень, окрім Монтероссо, заборонено автомобільний рух, а в Монтероссо він вкрай обмежений. У 1997 році Чинкве-Терре, разом з містом Порто-Венере і найближчими островами (Пальмарія, Тіно і Тінетто) стали об'єктом Світової спадщини ЮНЕСКО. Побут мешканців, незважаючи на присутність всіх благ цивілізації, мало змінився. Чинкве-Терре популярне серед туристів. В основному відвідувачі прибувають морем в Монтероссо з Ла-Спеції або Порто-Венере чи потягом. Спеціальні добові (або на більший термін) квитки дозволяють вільно користуватися залізницею, яка з'єднує п'ять сіл та Ла-Спецію.
У Чинкве-Терре берег скелястий і обривистий, пляжі кам'яні або галькові, за винятком піщаного пляжу в Монтероссо. У селах збереглися середньовічні захисні споруди від піратів. Манарола і Ріомаджоре з'єднує мальовнича Дорога любові (італ. Via dell'Amore). На цьому відрізку пішоходного шляху дуже популярно залишати замочки як символ вічної любові.
Кухня жителів складається в основному з морських дарів, але на терасах вирощуються також виноград і ростуть оливкові дерева, а також інші рослини, виробляються вина і лікери.

## Галерея

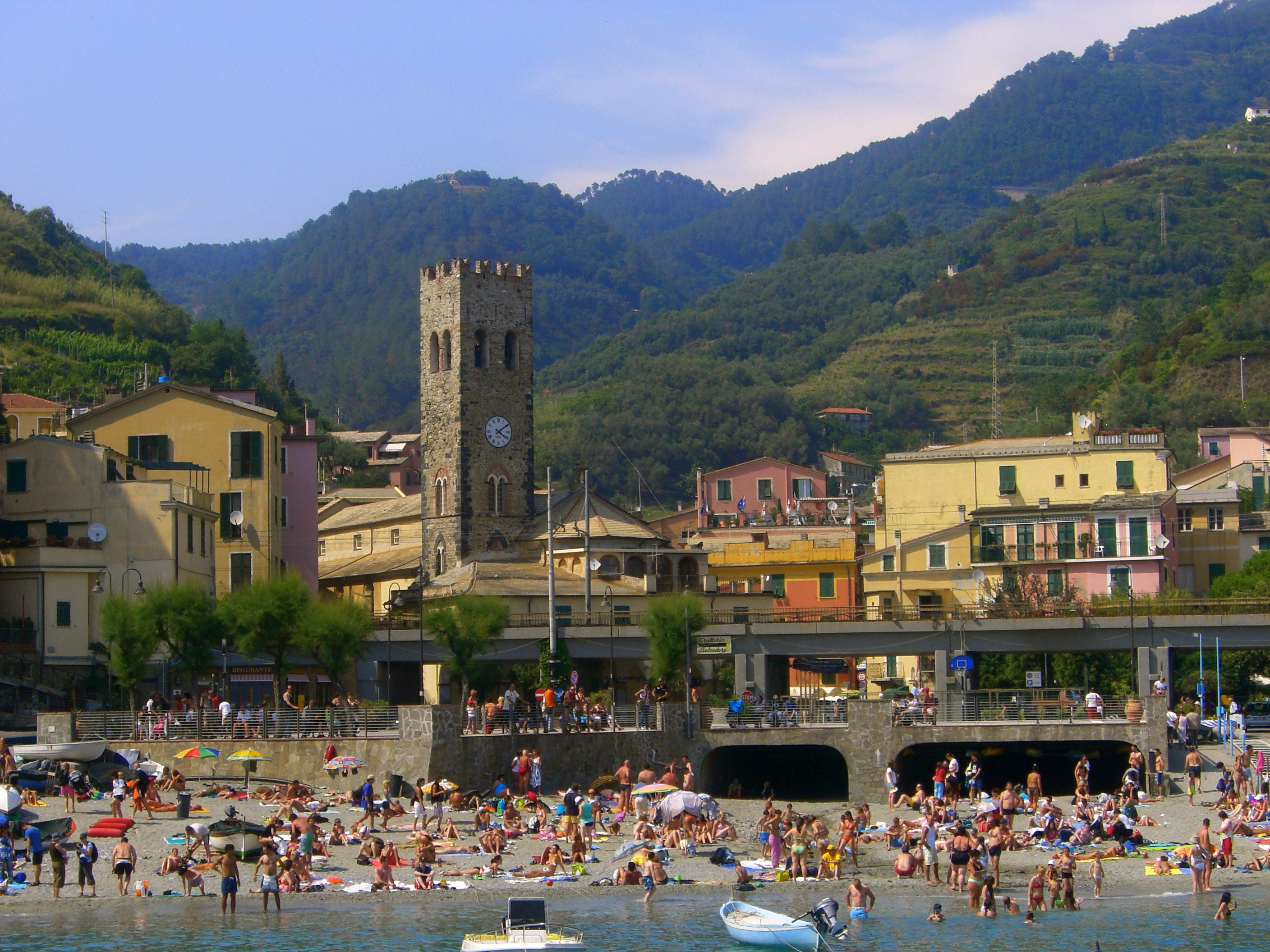
Монтеросса
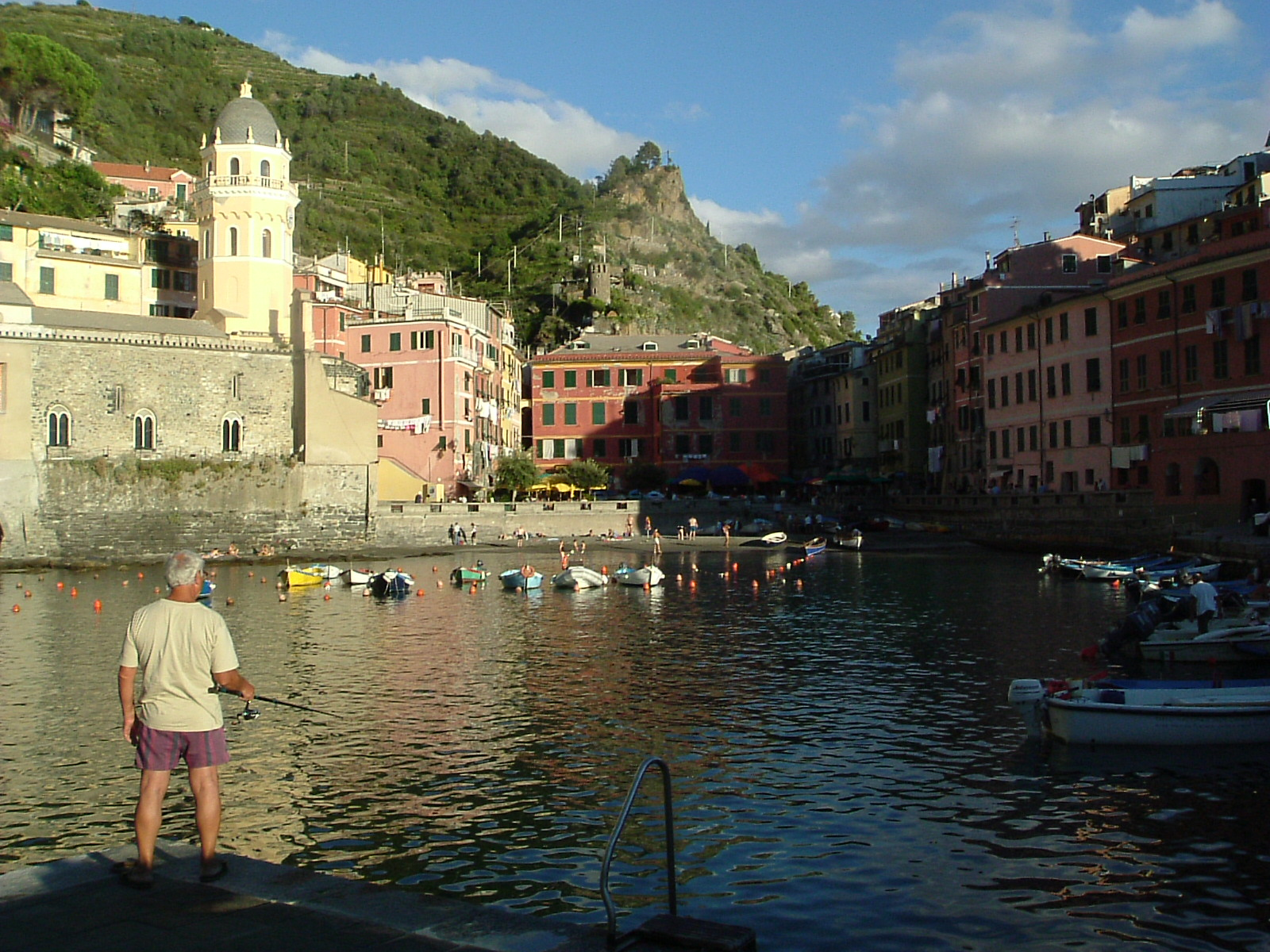
Вернацца
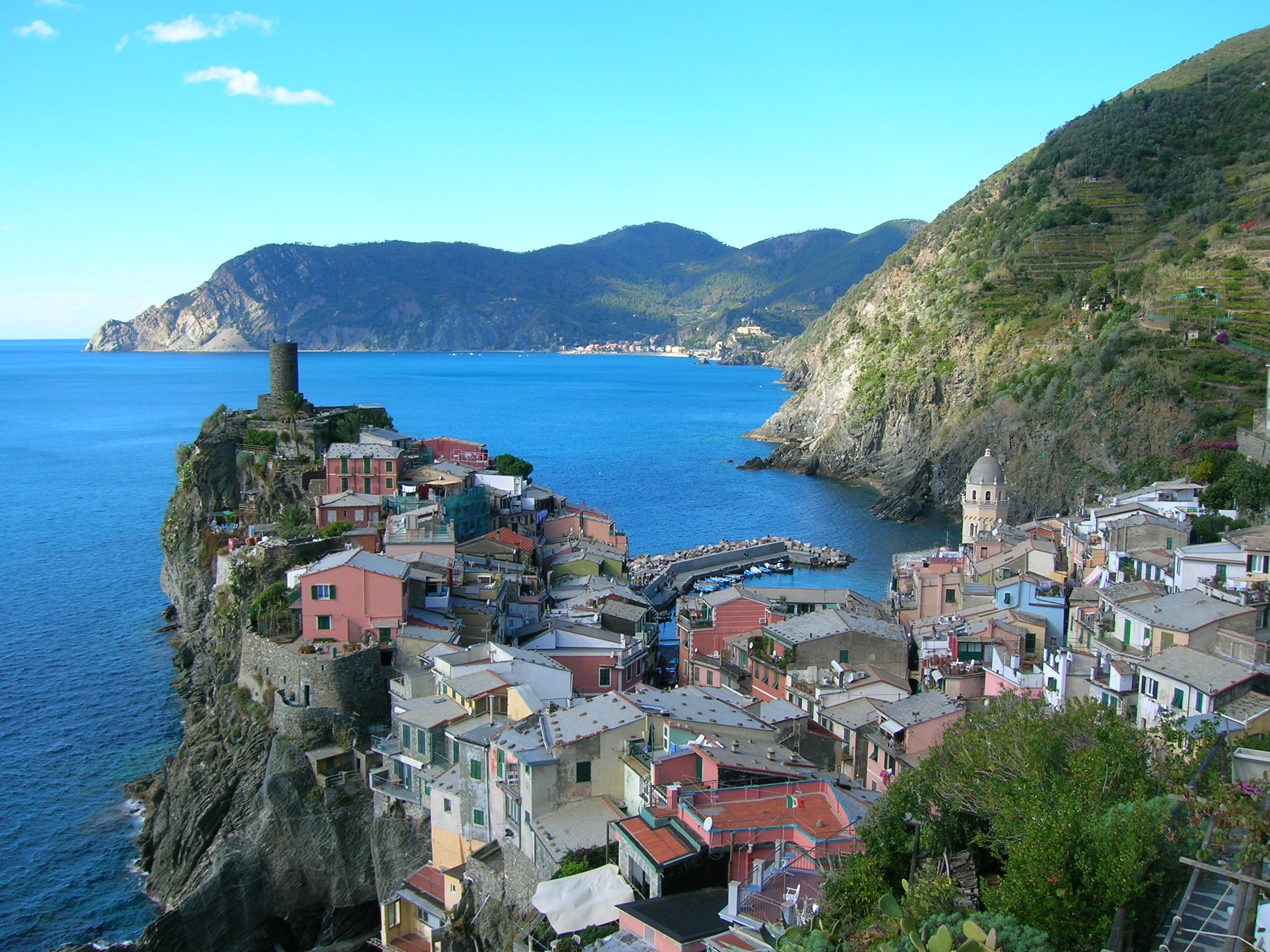
Вернацца
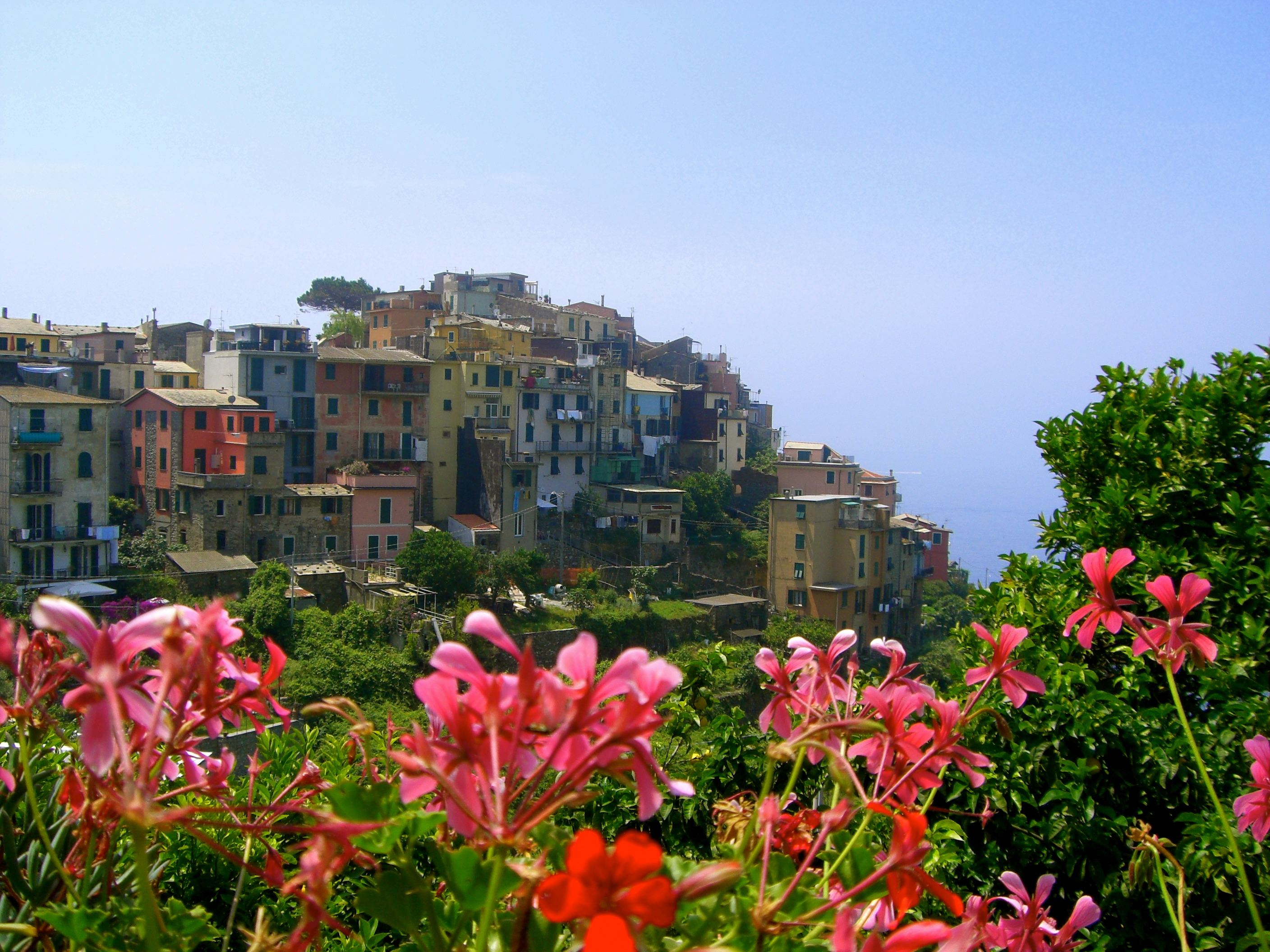
Корнілья
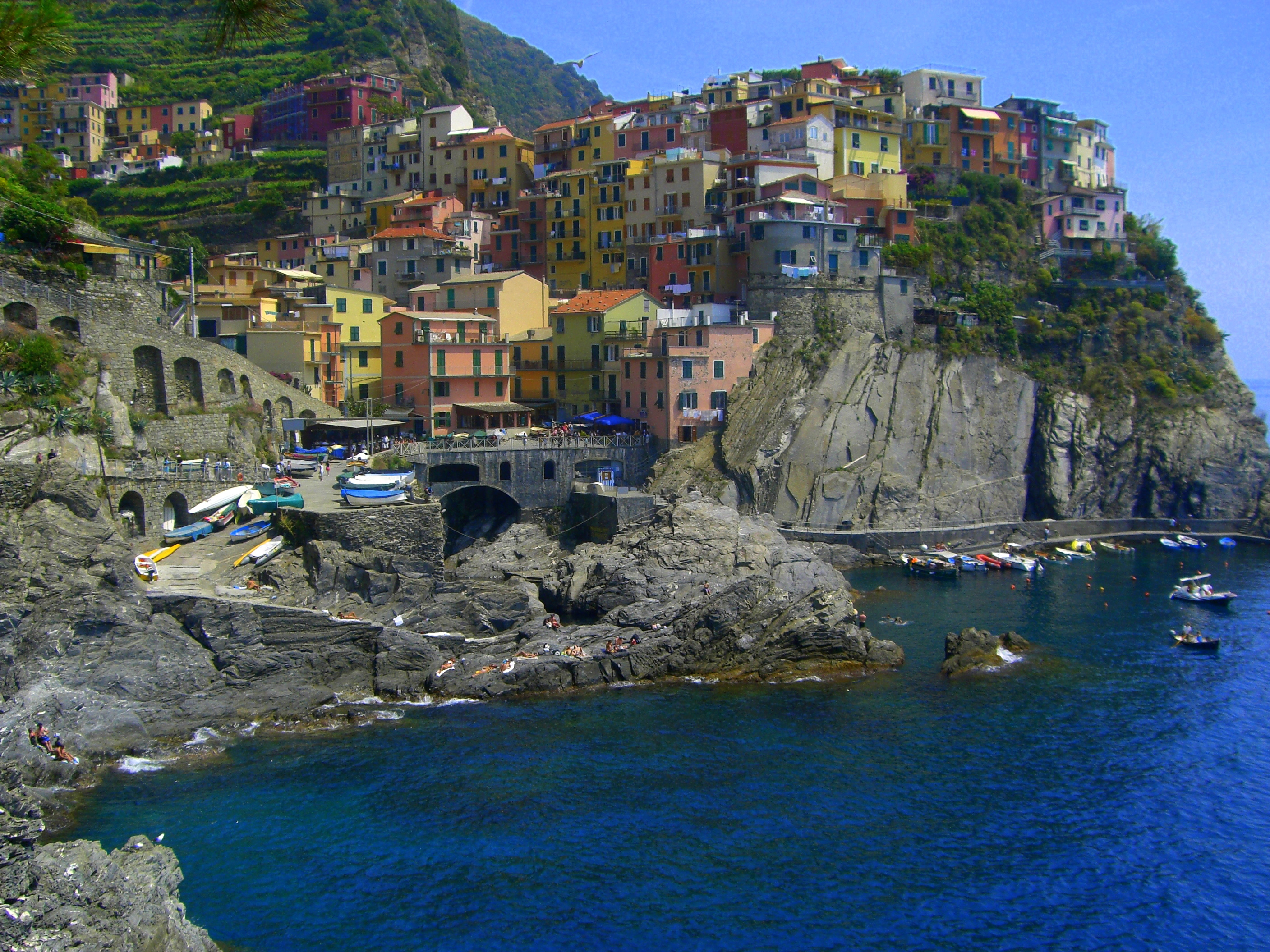
Манарола
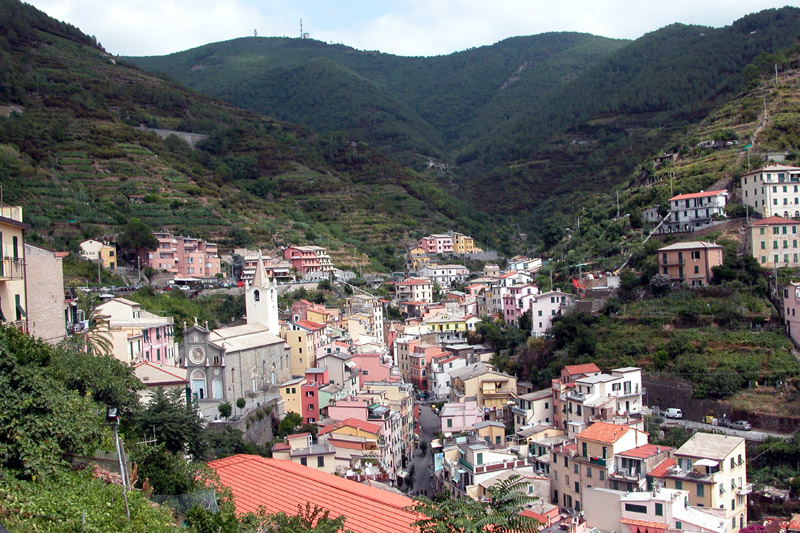
Ріомаджоре
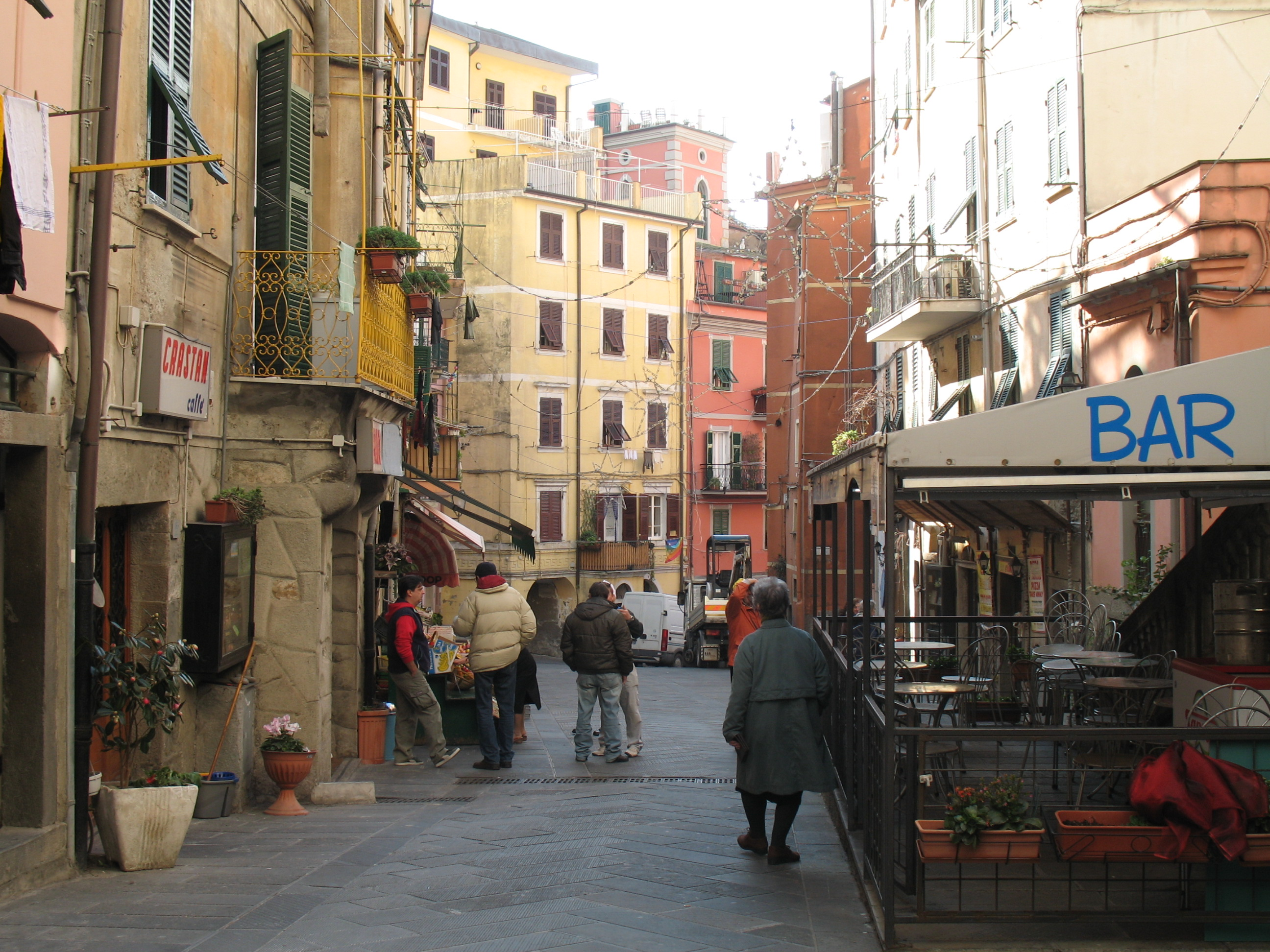
Вузька вулиця в Ріомаджоре
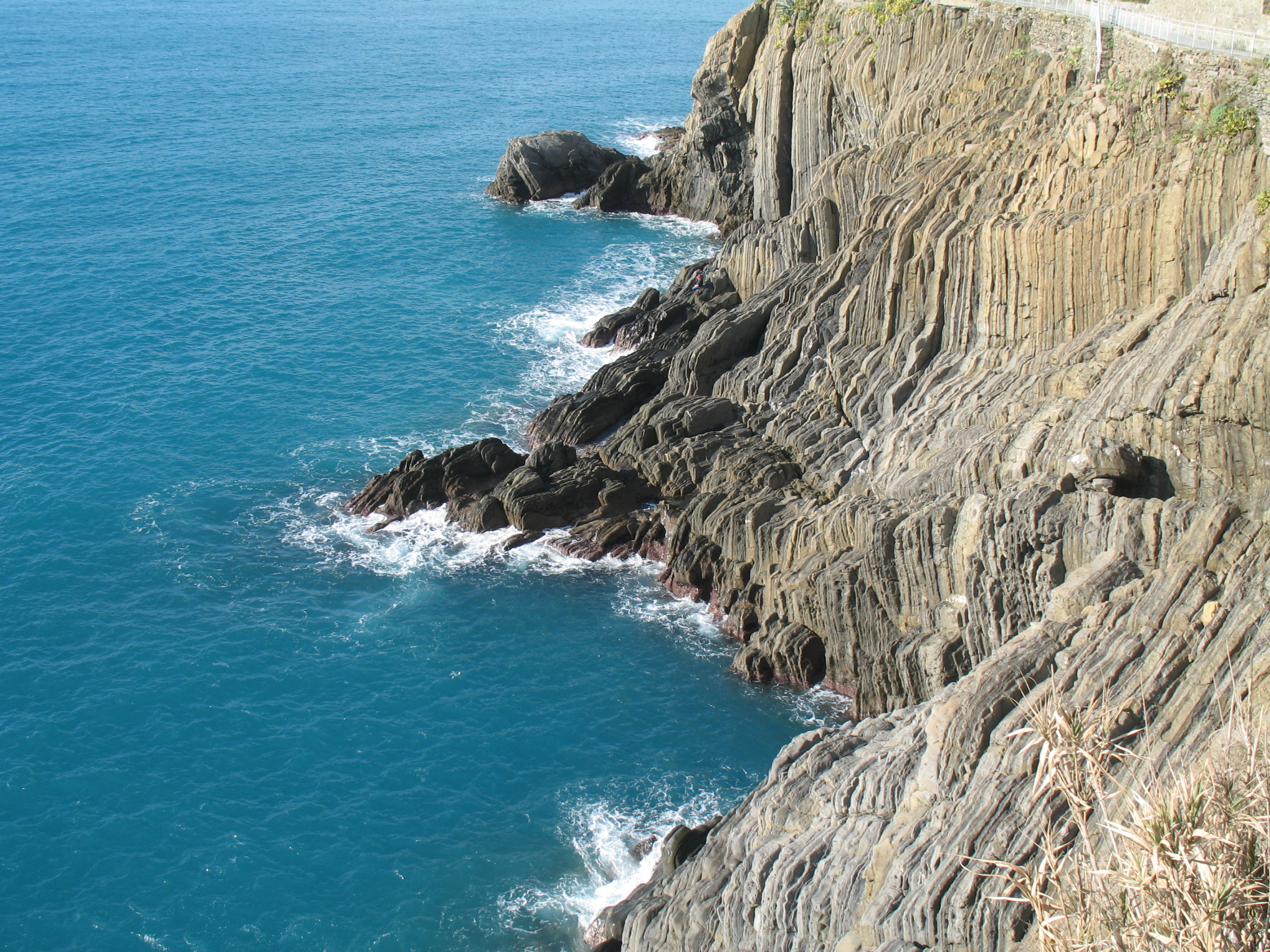
Скелястий берег в Чинкве-Терре